# Raoul Puhali
Raoul Puhali (Pola, 6 maggio 1904 – Trieste, 25 dicembre 1980) è stato un architetto e ingegnere italiano.

## Biografia
Nasce a Pola il 6 maggio 1904, ma fin da bambino si trasferisce a Fiume; nella città del Carnaro compie gli studi liceali e al termine consegue la laurea in ingegneria ed architettura all'Università di Vienna nel 1928.
Negli anni trenta comincia la carriera da professionista che culmina con la costruzione del "grattacielo piccolo"  di via Carducci, 20 a Fiume nel 1940; nei sotterranei viene anche allestito un piccolo rifugio-bunker. Tale edificio rappresentò un evento edilizio eccezionale per l'epoca e miracolosamente scampò ai bombardamenti alleati che fecero ingenti danni alla città durante la seconda guerra mondiale.
Nel 1945 fu uno dei 350 000 esuli che furono costretti a lasciare l'Istria, Fiume e la Dalmazia, perdendo tutti i loro averi e si trasferì a Trieste dove ricominciò una nuova vita.
Nel primo dopoguerra divenne prima dipendente e poi socio di una delle più consolidate imprese edilizie giuliane che si chiamava appunto "D'Angelo-Puhali": costruì il grattacielo in via Battisti, il cinema Nazionale, il cinema Capitol, parte della via Fabio Severo e numerosi altri edifici a Trieste. 
Ristrutturò l'attuale Hotel Duchi d'Aosta che si affaccia sulla celebre piazza Unità d'Italia, sempre a Trieste; realizzò l'acquedotto di Grado e il palazzo dell'INPS di Gorizia.
All'inizio degli anni cinquanta ricevette offerte di lavoro dagli Stati Uniti e rinunciò ad una abitazione già preparata per lui a Filadelfia per rimanere in Italia.
Dopo le esperienze lavorative nel capoluogo giuliano e nel Friuli ebbe l'opportunità di realizzare il grattacielo di Rimini che si contrapponeva al grattacielo di Cesenatico. Una volta conosciute le sue doti in Romagna partecipò, vincendo, ad una gara per un grande complesso condominiale a Forlì, in piazzale della Vittoria, innovativo per quel periodo.
Morì colto da un improvviso infarto la notte di Natale del 1980 e la salma riposa per sua volontà nel cimitero di Fiume.

### Progetti ed edificazioni
- 1940:
  - "Grattacielo piccolo" ("Mali neboder") di via Carducci, 20 a Fiume (ora Croazia, Rijeka, ha cambiato indirizzo Ciottina 20 - Via Ciotta 20). [1]
- 1947 - 1955:
  - Grattacielo di via Battisti a Trieste di proprietà dell'INPS.
  - Grattacielo di viale XX Settembre a Trieste, attuale Cinema Nazionale.
  - Ristrutturazione Hotel Duchi d'Aosta in piazza unità d'Italia Trieste.
  - Casette per gli ufficiali americani di Villa Giulia in via Cantù a Trieste.
  - Acquedotto di Grado.
  - Palazzo dell'INPS di Gorizia.
- 1957-1960:
  - Grattacielo di Rimini[3]
- 1961 - 1964:
  - Complesso di condomini in piazzale della Vittoria a Forlì.

## Galleria d'immagini

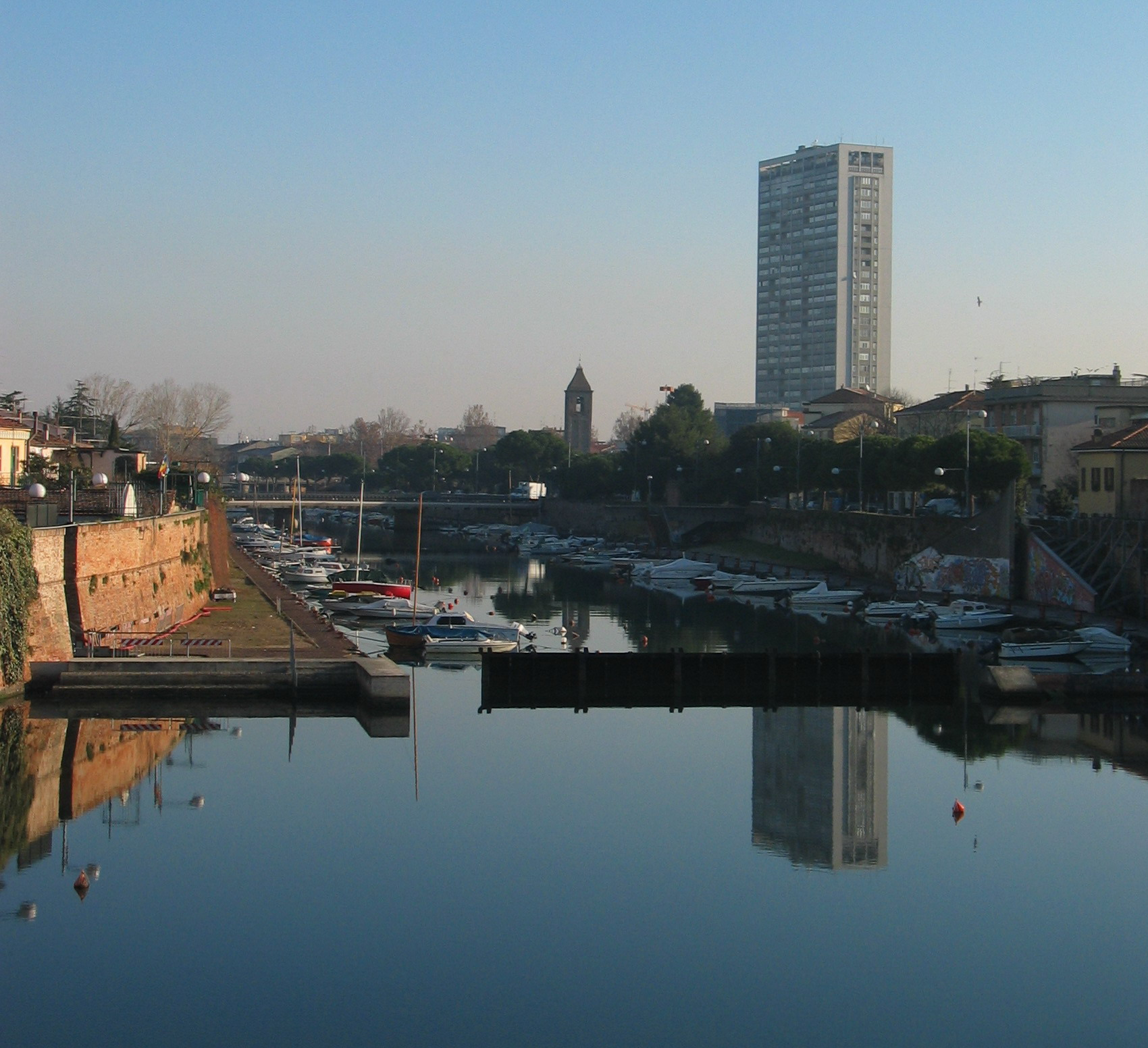
Grattacielo di Rimini
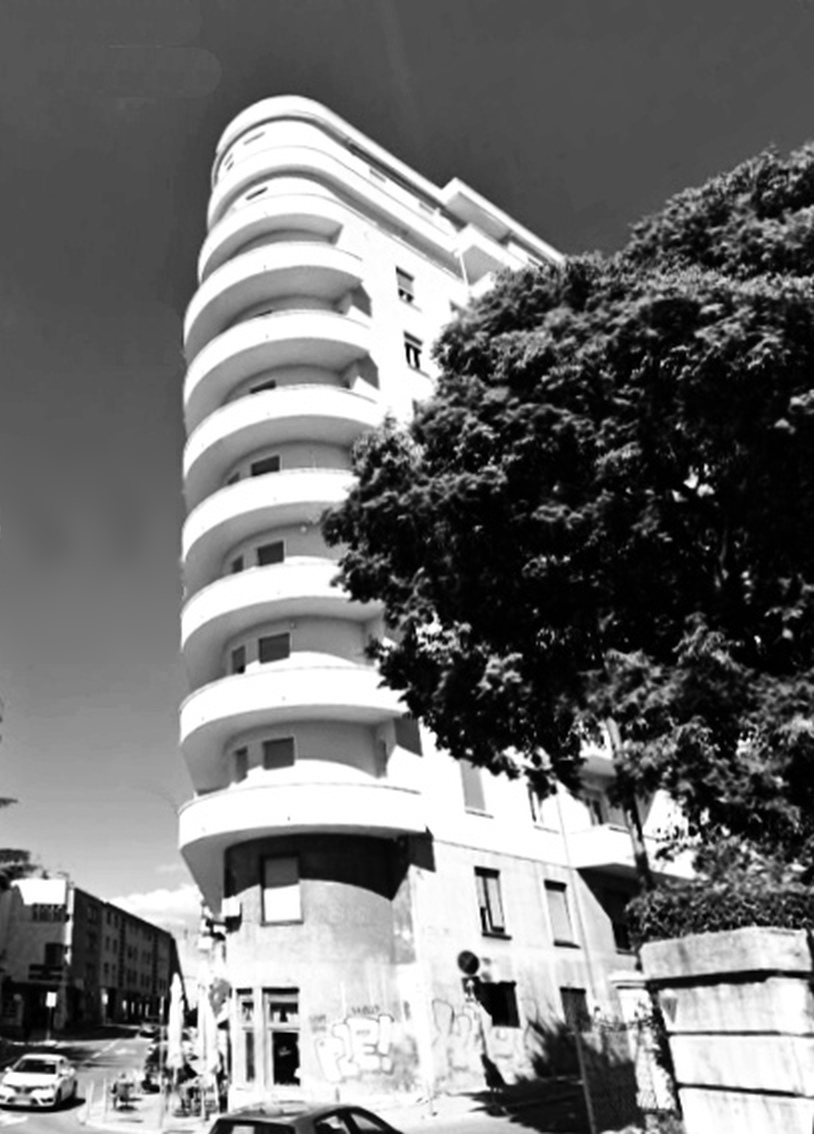
"Grattacielo piccolo" di Fiume